# Eucalyptus stenostoma
Espèce
Eucalyptus stenostoma est une espèce de plantes à fleurs du genre Eucalyptus et de la famille des Myrtaceae. C'est un arbre rare des plateaux du sud-est de la Nouvelle-Galles du Sud en Australie.

## Description
C'est un petit arbre au tronc parfois incliné qui atteint habituellement 25 mètres de hauteur. Il a une écorce gris foncé légèrement fibreuse qui laisse apparaitre au-dessous après sa chute une écorce claire portant de grandes plaques de gribouillis dues à des insectes. Les feuilles sont alternes, lancéolées, brillantes concolores et mesurent de 9 à 19 cm de longueur. Les fruits sont globuleux avec une petite ouverture.